# Onisimus brevicaudatus
Onisimus brevicaudatus är en kräftdjursart som beskrevs av Hansen 1887. Onisimus brevicaudatus ingår i släktet Onisimus och familjen Uristidae. Inga underarter finns listade i Catalogue of Life.